# 名蔵アンパル

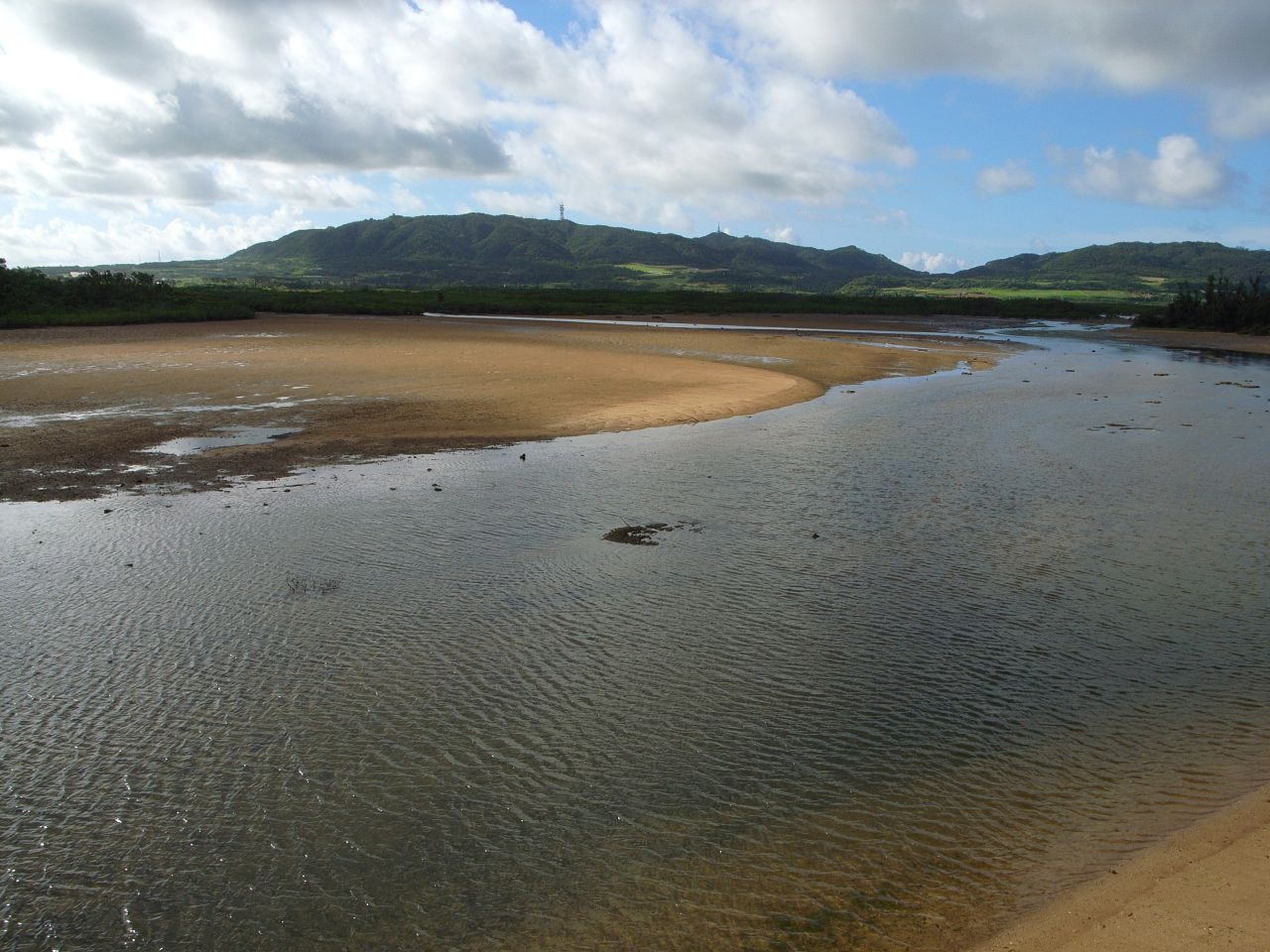
名蔵アンパル（名蔵川河口に架かる名蔵大橋から上流側を望む）

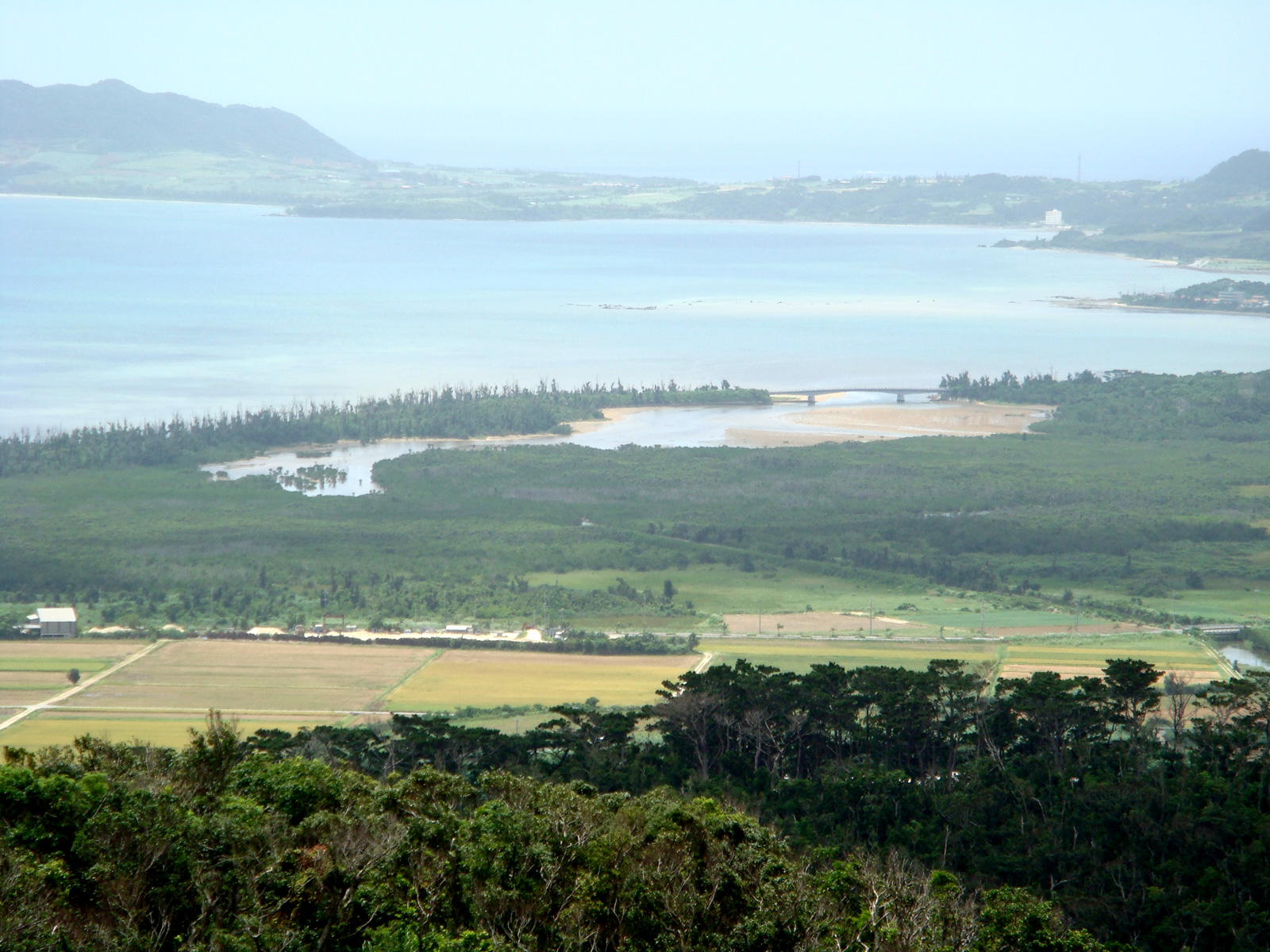
名蔵アンパル（バンナ公園から）

名蔵アンパル（なぐらアンパル、名蔵網張）は、日本の沖縄県石垣市西部に位置する干潟およびマングローブ林を含む地域である。地元では単にアンパルと呼ばれている。アンパルには網張という漢字があてられ、真栄里マニカという賊を捕らえるため、名蔵川周囲を村民総出で網を張るがごとく包囲したことに由来すると言われているが、「網を張って漁をする」あるいは「人頭税からの逃亡者を捕える」との説もある。

## 概要

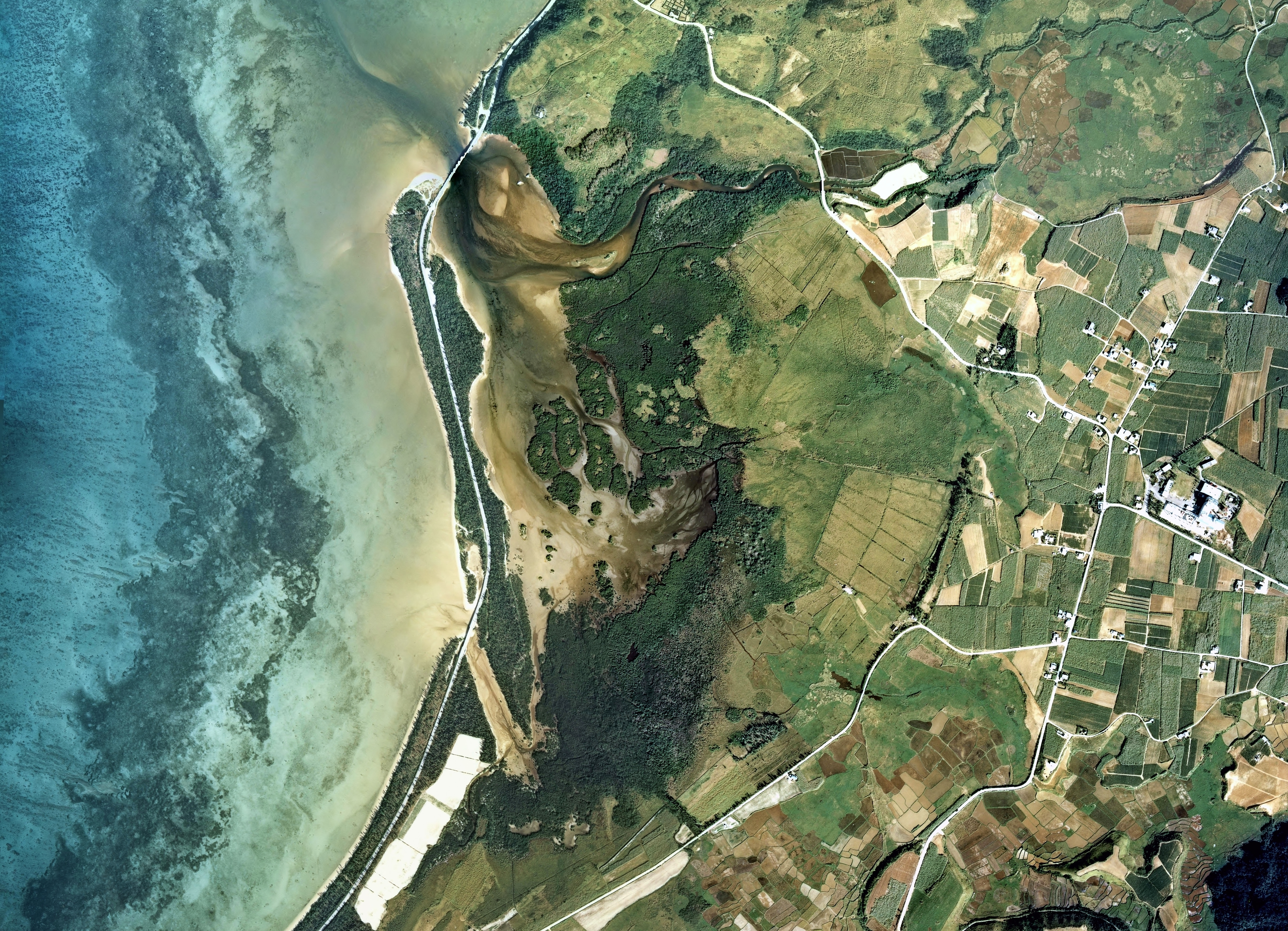
名蔵アンパル周辺の空中写真。1977年撮影の4枚を合成作成。
。

八重山列島を構成する石垣島西部、名蔵湾奥の名蔵川河口周辺の砂州で囲まれた干潟およびマングローブ林、原野を中心とした地域である。このマングローブ林は環境省の特定植物群落である「名蔵川河口域のマングローブ林」に指定されている。
名蔵アンパルには亜熱帯気候特有の動植物が分布しており、特に貴重な野鳥の飛来地、生息地となっている。このことから、2003年（平成15年）11月1日にそれまでの沖縄県指定の名蔵鳥獣保護区（集団渡来地）から国指定の鳥獣保護区（希少鳥獣生息地）に格上げされ、約74haの地域が特別保護地区に指定された。2004年（平成16年）11月11日には既存区域の後背地がカンムリワシなどの採餌、休息等の場所として特に重要なことから、特別保護地区が157haに区域が拡張された。なお、国指定鳥獣保護区には名蔵アンパルの前面海域も指定されており、鳥獣保護区全体の面積は1,145haである。
その後、名蔵アンパルは2005年（平成17年）11月8日にラムサール条約登録地に、2007年（平成19年）8月1日に西表国立公園（現西表石垣国立公園）の拡張（石垣島の編入）に伴い同国立公園の特別地域（第1種特別地域128ha、第2種特別地域47ha）に指定された。

## 地形・地質
名蔵アンパルは名蔵川の河口部にできた入り江であり、その入り江に土砂が堆積し、マングローブ林が形成された。沿岸部には南北約2kmに渡り砂州が発達し、結果として潟湖が形成された。現在は砂州の上に道路が通っている。2つの海峡部にはそれぞれ名蔵大橋、名蔵小橋が架かっている。海岸は珊瑚礁の破片堆積物による白砂で構成されているが、近年赤土が流出してきている（#環境問題参照）。

## 植生・植物相

### マングローブ林
マングローブ林はアンパルを代表する植生である。マングローブ植物はオヒルギ、ハマザクロ（マヤプシギ）、ヒルギダマシ、ヒルギモドキ、メヒルギ、ヤエヤマヒルギの計6種が生育している。群落としてはオヒルギ－ヤエヤマヒルギ群落、ヒルギダマシ－ヤエヤマヒルギ群落、ヒルギモドキ群落があり、マングローブ林の大半をオヒルギ－ヤエヤマヒルギ群落が占めている。次いでオヒルギ、ヤエヤマヒルギ、ヒルギダマシの小群落がみられる。メヒルギは少数が孤立して生育しており、ハマザクロは稀にみられるのみである。なお、本地域はハマザクロの北限地である。 

### モクマオウ林
砂州には防風林としてモクマオウが植林されている。樹高15mに達する。その他低木としてアカギモドキ、アダン、コンテリギ、トウツルモドキが、林床にはクロイワザサ、タイワンカモノハシが分布している。

### 海岸林
海岸林はマングローブ林の後背林であり、アカテツ、オオハマボウ、クロヨナ、シマシラキ、シャリンバイ、ミフクラギ、ハスノハギリ、ハテルマギリ、モクタチバナ、リュウキュウガキなどが生育している。林内にはヤシの一種であるコミノクロツグを普通にみることができる。

### 海浜草本群落
海浜（海岸の砂地）にはミルスベリヒユ、ソナレシバ、ジシバリなどの海浜草本群落が帯状に分布している。

### 隆起珊瑚礁群落
アンパル北部、名蔵大橋付近の僅かにある隆起した珊瑚礁の岩礁上にイソマツ、シオカゼテンツキ、ソナレムグラ、ハマボッスなどの隆起珊瑚礁群落が分布している。

### 後背湿地
マングローブ林の後背湿地には以下の群落がみられる。

#### ミミモチシダ群落
ミミモチシダ群落は、アナジャコの塚や水路造成など人の手の入った盛り土の上など、周囲より少し高い場所に分布する。

#### ヒトモトススキ群落
ヒトモトススキ群落は、後背湿地の周囲より少し高い場所でミミモチシダやハイキビなどとともに分布するほか、マングローブ林内の周囲より少し高い場所に単独で分布する。

#### イボタクサギ－カニクサ群落
イボタクサギ - カニクサ群落は、後背湿地の内、特に陸化の進んだ場所に、コシダ、チガヤ、ハイキビなどとともに分布する。

#### サキシマスオウノキ群落
サキシマスオウノキ群落は後背湿地のうち淡水湿地に分布する。

### 海草群落
海草群落として、干潟域の潮間帯にコアマモが点在して分布しており、名蔵湾奥ではコアマモとマツバウミジグサが大規模に分布している。なお、コアマモは石垣島では本地域1箇所のみに分布する。

## 動物相
干潟域およびマングローブ林に特徴的な底生生物（貝類、甲殻類）が生息し、それらを餌とする多様な鳥類が生息または渡りの休憩地として利用している。

### 貝類
カニノテムシロ、カノコガイ、カヤノミカニモリ、キバウミニナ、コゲツノブエ、ネジヒダカワニナ、ヒルギシジミ、リュウキュウウミニナなどの貝類が生息している（貝類レッドリスト (環境省)参照）。

### 甲殻類
マングローブを代表するオキナワアナジャコや国の天然記念物であるコムラサキオカヤドカリの他に、コメツキガニ、ツノメチゴガニ、オキナワハクセンシオマネキ、ツノメガニ、ノコギリガザミ、ハサミシャコエビ、ヒメシオマネキ、ヒルギハシリイワガニ、フタバオサガニ、ベニシオマネキ、ミナミアシハラガニ、ミナミスナガニ、ミナミコメツキガニ、マングローブヌマエビなどの甲殻類が生息している。

### 魚類
サヨリ科、ニシン科、ボラ科、カライワシ科、サバヒー科、トウゴウロウイワシ科、カマス科、ユゴイ科、テンジクダイ科、アジ科、ミナミトビハゼなどの魚類が生息している。

### 爬虫類・両生類
サキシマハブ、サキシマヌマガエル、ホオグロヤモリなどの爬虫類・両生類が生息している。

### 鳥類
名蔵アンパルは、シギ・チドリ類（クロツラヘラサギ、セイタカシギ、アカアシシギなど）水鳥が飛来するとともに、カンムリワシ、リュウキュウツミ、チュウヒなどの猛禽類や森林性鳥類が生息している。またシギ・チドリ類が多いことも特徴である。 
環境省による2002年（平成14年）の調査では、170種（亜種含む）が確認されている。以下に全てを記す。
- カイツブリ目
  - カイツブリ科
    - カイツブリ（留鳥）
- ペリカン目
  - ペリカン科
    - モモイロペリカン（迷鳥）、ハイイロペリカン（迷鳥）

  - ウ科
    - カワウ（迷鳥）

  - グンカンドリ科
    - コグンカンドリ（迷鳥）
- コウノトリ目
  - サギ科
    - サンカノゴイ（冬鳥、EN、天然、希少）、ヨシゴイ（旅鳥、NT）、オオヨシゴイ（冬鳥、EN）、リュウキュウヨシゴイ（留鳥）、ズグロミゾゴイ（留鳥、VU）、ゴイサギ（冬鳥）、ササゴイ（冬鳥）、アカガシラサギ（迷鳥及び冬鳥）、アマサギ（冬鳥及び旅鳥）、ダイサギ（冬鳥）、チュウサギ（冬鳥、NT）、コサギ（冬鳥）、カラシラサギ（迷鳥、NT）、クロサギ（留鳥）、アオサギ（冬鳥）、ムラサキサギ（留鳥）

  - コウノトリ科
    - コウノトリ（迷鳥、CR、特別天然、希少）

  - トキ科
    - ヘラサギ（迷鳥、DD）、クロツラヘラサギ（迷鳥、CR）、クロトキ（迷鳥、DD）
- カモ目
  - カモ科
    - ハイイロガン（迷鳥）、マガン（冬鳥、NT、天然）、ヒシクイ（迷鳥、VU、天然）、オオハクチョウ（迷鳥）、アカツクシガモ（迷鳥、DD）、ツクシガモ（迷鳥、EN）、マガモ（留鳥及び冬鳥）、カルガモ（留鳥及び冬鳥）、コガモ（冬鳥）、オカヨシガモ（迷鳥）、ヒドリガモ（冬鳥）、オナガガモ（冬鳥）、シマアジ（旅鳥）、ハシビロガモ（冬鳥）、キンクロハジロ（冬鳥）、スズガモ（冬鳥）
- タカ目
  - タカ科
    - ミサゴ（冬鳥、NT）、オジロワシ（迷鳥、EN、天然）、リュウキュウツミ（留鳥、EN）、ハイタカ（迷鳥、NT）、ケアシノスリ（冬鳥）、ノスリ（冬鳥）、サシバ（旅鳥及び冬鳥、VU）、カラフトワシ（迷鳥）、カンムリワシ（留鳥、CR、特別天然、希少）、ハイイロチュウヒ（迷鳥）、マダラチュウヒ（迷鳥）、チュウヒ（冬鳥、EN）

  - ハヤブサ科
    - ハヤブサ（冬鳥、VU、希少）、チゴハヤブサ（迷鳥）、チョウゲンボウ（冬鳥）
- キジ目
  - キジ科
    - コウライキジ（外来）、インドクジャク（外来）
- ツル目
  - ミフウズラ科、ミフウズラ（留鳥）
  - クイナ科
    - オオクイナ（留鳥、EN）、リュウキュウヒクイナ（留鳥）、シロハラクイナ（留鳥）、バン（留鳥）、ツルクイナ（冬鳥）
- チドリ目
  - レンカク科
    - レンカク（迷鳥）

  - タマシギ科
    - タマシギ（留鳥）

  - チドリ科
    - コチドリ（冬鳥）、イカルチドリ（冬鳥）、シロチドリ（留鳥）、メダイチドリ（冬鳥）、オオメダイチドリ（旅鳥）、ムナグロ（冬鳥）、ダイゼン（冬鳥）、ケリ（旅鳥及び冬鳥）、タゲリ（冬鳥）

  - シギ科
    - キョウジョシギ（冬鳥）、トウネン（冬鳥）、ヒバリシギ（冬鳥）、オジロトウネン（冬鳥）、ウズラシギ（旅鳥）、ハマシギ（冬鳥）、サルハマシギ（旅鳥）、オバシギ（旅鳥）、ミユビシギ（旅鳥）、エリマキシギ（旅鳥）、ツルシギ（旅鳥）、アカアシシギ（冬鳥、VU）、コアオアシシギ（旅鳥）、アオアシシギ（冬鳥）、クサシギ（冬鳥）、タカブシギ（冬鳥）、キアシシギ（旅鳥）、イソシギ（冬鳥）、ソリハシシギ（旅鳥）、ダイシャクシギ（冬鳥）、ホウロクシギ（旅鳥、VU）、チュウシャクシギ（旅鳥）、コシャクシギ（旅鳥及び迷鳥、EN）、タシギ（冬鳥）、ハリオシギ（冬鳥）、チュウジシギ（冬鳥）、オオジシギ（冬鳥、NT）

  - セイタカシギ科
    - セイタカシギ（冬鳥、VU）

  - ツバメチドリ科
    - ツバメチドリ（夏鳥、VU）

  - カモメ科
    - ユリカモメ（冬鳥）、セグロカモメ（夏鳥）、ズグロカモメ（冬鳥、VU）、ミツユビカモメ（迷鳥）、クロハラアジサシ（旅鳥）、ハシブトアジサシ（迷鳥）、エリグロアジサシ（夏鳥、NT）、コアジサシ（夏鳥、VU）
- ハト目
  - ハト科
    - カラスバト（留鳥、NT、天然、希少）、ベニバト（迷鳥）、リュウキュウキジバト（留鳥）、キンバト（留鳥、EN、天然、希少）、チュウダイズアカアオバト（留鳥）
- フクロウ目
  - フクロウ科
    - リュウキュウコノハズク（留鳥）、リュウキュウアオバズク（留鳥）
- アマツバメ目
  - アマツバメ科
    - アマツバメ（旅鳥）
- ブッポウソウ目
  - カワセミ科
    - リュウキュウアカショウビン（留鳥）、ナンヨウショウビン（迷鳥）、カワセミ（留鳥）
- スズメ目
  - ツバメ科
    - ショウドウツバメ（旅鳥）、ツバメ（旅鳥）、リュウキュウツバメ（留鳥）、コシアカツバメ（旅鳥）、イワツバメ（旅鳥）

  - セキレイ科
    - イワミセキレイ（迷鳥）、マミジロツメナガセキレイ（冬鳥）、ツメナガセキレイ（冬鳥）、キセキレイ（冬鳥）、ハクセキレイ（冬鳥）、セジロタヒバリ（迷鳥）、ムネアカタヒバリ（冬鳥）、タヒバリ（冬鳥）

  - サンショウクイ科
    - リュウキュウサンショウクイ（留鳥）

  - ヒヨドリ科
    - シロガシラ（外来）、イシガキヒヨドリ（留鳥及び冬鳥）

  - モズ科
    - チゴモズ（迷鳥、CR）、シマアカモズ（冬鳥）

  - ツグミ科
    - ノゴマ（冬鳥）、イソヒヨドリ（留鳥）、アカハラ（冬鳥）、シロハラ（冬鳥）、ツグミ（冬鳥）、ハチジョウツグミ（冬鳥）

  - ウグイス科
    - リュウキュウウグイス（留鳥）、オオヨシキリ（冬鳥）、カラフトムジセッカ（迷鳥）、キマユムシクイ（冬鳥）、メボソムシクイ（冬鳥）、セッカ（留鳥）

  - ヒタキ科
    - リュウキュウキビタキ（留鳥）、エゾビタキ（旅鳥）

  - カササギヒタキ科
    - リュウキュウサンコウチョウ（夏鳥）

  - シジュウカラ科
    - イシガキシジュウカラ（留鳥）

  - メジロ科
    - リュウキュウメジロ（留鳥）

  - ホオジロ科
    - コホオアカ（迷鳥）、アオジ（冬鳥）

  - アトリ科
    - アトリ（旅鳥）、マヒワ（冬鳥）

  - ハタオリドリ科
    - ニュウナイスズメ（迷鳥）
    - スズメ（留鳥）

  - カラス科
    - ハシブトガラス（留鳥）

  - ムクドリ科
    - ギンムクドリ（冬鳥）、シベリアムクドリ（迷鳥）、カラムクドリ（旅鳥）、ホシムクドリ（旅鳥）、ムクドリ（冬鳥）

凡例
和名、配列は「日本野生鳥獣目録（2002年7月、環境省自然環境局野生生物課）」に従った。
括弧内は以下の通りである。
- 生息・渡り区分：留鳥、夏鳥、旅鳥、冬鳥、迷鳥、外来（外来種）
- 2006年（平成18年）12月22日公表の最新版鳥類レッドリストによるカテゴリ。カテゴリの詳細は、レッドリスト及びレッドデータブック (環境省)を参照。
  - CR：絶滅危惧IA類、EN：絶滅危惧IB類、VU：絶滅危惧II類、NT：準絶滅危惧、DD：情報不足

- 特別天然：国の特別天然記念物、天然：国の天然記念物（鳥類天然記念物一覧を参照）
- 希少：「絶滅のおそれのある野生動植物の種の保存に関する法律」による国内希少野生動植物種

### 哺乳類
ヤエヤマオオコウモリ、リュウキュウイノシシなどの哺乳類が生息している。

## 環境問題
アンパルには名蔵川のほかに3本の流れ込み（排水路）があるが、沖縄県の他地域と同様に、近年流れ込みからの赤土やシルトの流出により陸化が進み、環境が悪化しているという。さらには干潟域の減少に伴うマングローブ林の増加、精糖工場からの廃液流入などが指摘されている。

## 民謡
地元では名蔵アンパルを舞台とした「アンパルヌミダガーマユンタ」（網張ぬ目高蟹ユンタ）という民謡が歌い継がれている。ユンタとは八重山地方で共同作業の時に謡われる「結い歌」である。この歌では、目高蟹（ミダガーマ、ツノメガニ）の誕生祝いを歌っているが、15種類のカニたちが登場し、それらのカニの生態を非常に良く捉えて擬人化されていることが特徴的である。